# 16961 Mullahy
A 16961 Mullahy (ideiglenes jelöléssel (16961) 1998 QV73) a Naprendszer kisbolygóövében található aszteroida. A LINEAR projekt keretében fedezték fel 1998. augusztus 24-én.